# كاثرين إليس
كاثرين إليس (بالإنجليزية: Katherine Ellis)‏ هي مغنية بريطانية، ولدت في 21 يونيو 1965.

## وصلات خارجية
- الموقع الرسمي
- كاثرين إليس على موقع ميوزك برينز (الإنجليزية)
- كاثرين إليس على موقع ديسكوغز (الإنجليزية)